# Rafael Botello Jiménez
Rafael Botello Jiménez (nascido em 23 de fevereiro de 1979) é um atleta espanhol da classe T54 que compete em cadeira de rodas, especializado em provas de longa distância. Representou a Espanha em duas edições dos Jogos Paralímpicos — em Pequim, em 2008, e em Londres, em 2012. No Campeonato Mundial de 2006, realizado na Suécia, Rafael conquistou a medalha de ouro ao vencer a prova dos 3000 metros. Disputou a Paralimpíada de Pequim 2008, onde ficou em sétimo lugar na maratona. Dois anos depois, em 2010, foi disputar a Maratona de Nova Iorque, terminando com o tempo de 1h47min39s, se tornando o primeiro atleta espanhol em cadeira de rodas a completar a corrida. Em Londres 2012, Rafael não conseguiu chegar à final da prova de 5000 metros e terminou em nono lugar na maratona com o tempo de 1h33min05s. Disputou, em 2013, a Maratona de Los Angeles